# Moszul eleste
Moszul eleste 2014. június 4-10. között történt, mikor az Abu Abdulrahman al-Bilawi vezette Iraki és Levantei Iszlám Állam seregei legyőzték az Iraki Hadsereg Mahdi Gharawi altábornagy vezette csapatait.
2014. januárban az ISIL elfoglalta Fallúdzsát és Ramádit, mellyel harcot szított az Iraki Hadsereggel. Január 4-én a felkelők nekiálltak Moszul elfoglalásának. Az Iraki Hadsereg 30.000 katonát állomásoztatott a városban, akiknek egy 1500 fős támadó sereggel kellett szembe nézniük. Hat napnyi harc után azonban mind Moszul, mind az ott állomásozó helikopterekkel együtt a Moszuli Nemzetközi Repülőtér is az ISIL kezére került. A becslések szerint a konfliktus miatt 500.000 ember hagyta el a város területét.

## Előzmények
2013. december 30. óta Irak nyugati területén több helyütt is összecsapások alakultak ki a törzsi milíciák, az iraki biztonsági erők valamint az ISIL seregei között. 2014. január elején az ISIL sikeresen elfoglalta Fallúdzsa és Hít városait. Így Anbár kormányzóság nagy része az ellenőrzése alá került. Ezután az Iraki Hadsereg offenzívát indított Anbár ellen, hogy a területet ismét a kormány ellenőrzése alá vonhassa. Az iraki seregek 2014. január 5-én visszafoglalták Szamarrát, és az ISIL ottani erőinek gyengítése céljából heves tüzérségi támadás alá vetették Fallúdzsát. Az ISIL azonban a szomszédos Szíriában szerzett újabb területeket, és így újabb fegyverekhez tudtak hozzájutni, így tovább tudták erősíteni állásaikat.
Június elején, az iraki hadsereg anbári akciója előtt a felkelők további területeket foglaltak el Irak északi és középső részein. Eközben június 4-én Moszul környékén az iraki biztonsági erők megölték az ISIL katonai vezetőjét, Abu Abdulrahman al-Bilawit. Az ISIL a Moszul elfoglalásával végződött hadműveletét vezérük emlékére "Bilawi vendettának" nevezték el. A hadművelet megkezdése előtt a felkelők uralták Csarná és Fallúdzsa nagy részét, valamint az övéké volt Haditha, Jurf Al Sakhar, Anah, Káim, Abu Ghraib egyes részei, valamint több kisebb települést is elfoglaltak Anbár kormányzóságban.

## Moszul megtámadása
Június 4-én az iraki rendőrség Mahdi Gharawi altábornagy által vezetett része Irakban körbefogta Abu Abdulrahman al-Bilawit, az ISIL helyi vezetőjét. Al-Bilawi felrobbantotta magát, és Gharawi azt hitte, ezzel megelőztek egy támadást. Reggel 02:30-kor egy pickupokból álló konvoj lépett be Moszulba, melyet az ISIL küldött, s melyekben egyenként négy harcos volt, akik megérkezésük után rögtön lőni kezdték a város ellenőrző pontjait. Bár elméletileg 20500 katona védte Moszul első védvonalát, Gharawi azt mondta "a valóság az 500-hoz közelebb állt". Azt mondta, mivel a város tankjait a hadsereg elvitte Anbár kormányzóság más részeire az ottani hadműveletekhez, a városnak alig volt eszköze, amivel védekezhetett volna az ISIL ellen. A felkelők több iraki katonát felakasztottak, elégettek vagy keresztre feszítettek. Abu Abdulrahman al-Bilawit, az ISIL parancsnokát aznap ölték meg a közelben.
Június 5-én kijárási tilalmat hirdettek ki a városban. A kormány helikopterekkel lőtte a milicistákat. A város déli részében öt öngyilkos merénylő egy egész arzenált robbantott fel. Június 6-án az ISIL a város északnyugati részén kezdte meg az akcióját. A városban 1500 ISIL-harcos volt, akiket az iraki hadsereg számban 15-ször túltett. Moszul mellett Muwaffakiya faluban két autót robbantottak fel, melyben hat sabak katona halt meg. A támadás után a robbantók vagy visszahúzódtak a sivatagba, vagy elvegyültek a helyi lakosok között.
Június 8-án egy csoport merényletet hajtott végre a Hazafias Kurd Unió párt irodája ellen Jalula területén. A támadásban 18 ember meghalt. Aznap legalább 100 jármű érkezett Moszulba, melyeken összesen legalább 400 férfi érkezett a területre, aktivizálták az alvó ügynököket, és ezután a rendőrök szerint „lerohanták a környéket.” A csoport elkezdett lőni egy rendőrségi épületet al-Uraybi területén, és a Tigris folyó nyugati partján elfoglalt egy elhagyott épületet. Ebből a SWAT 30 tagjának egy központot alakított ki.
Június 9-én az ISIL kivégezte az iraki biztonsági erők 50 tagját, akiket Tikritben fogtak el. A CBS News szerint ugyanaznap a rakétameghajtású aknavetőkkel és gépfegyverekkel felfegyverzett ISIL-harcosok megrohamozták Ninive területi központjának épületét is. Ekkor szinte már csak a Negyedik Dandár volt az utolsó olyan rendőrségi erő, mely felvette a harcot a felkelőkkel. A többi véderő vagy elmenekült, vagy csatlakozott az ellenzékhez. Mivel sem terveik, sem lőszerük nem volt, a visszavonult Khaled al-Obeidi vezérezredes tanácsára Gharawi megparancsolta, hogy az iraki seregek vonuljanak vissza. Azon az estén az ISIL és a szunnita seregek megtámadták Moszult, így éjszaka heves harcok voltak. Az Iraki Haderő katonái elhagyták a támadott várost, így június 1. délre a város nagy részét átengedték a felkelőknek. A milicisták több épületet is elfoglaltak, így a Moszuli Nemzetközi Repteret, ami az amerikaiak regionális központjaként is funkcionált. A milicisták elfoglalták az otthagyott helikoptereket, ezen kívül „több falut” és Szaladin kormányzóságban egy légi bázist is megszereztek. Az iraki hadsereg „felörlődött a milicisták támadásában”, ami abból is látszik, hogy a katonák polgári ruhába öltözve próbáltak meg elvegyülni.
Az ISIL 2014. június 10-én szerezte meg a várost, miután négy napig folytak a harcok a felkelők és az iraki hadsereg ottani tagjai között. Olyan hírek érkeztek, melyek szerint a megszállt Moszulból Kirkuk irányába haladnak tovább a seregek. Miközben a várost elfoglalták, körülbelül 1000 fogvatartottat kiengedtek, akik közül többet örömmel üdvözöltek a fegyveresek. A kormány épületeire a saját zászlaikat rakták ki.

## Következmények
Június 11-én a felkelők beléptek az olajfinomítója miatt jelentős Baiji városába, megtámadták és felgyújtották a bíróság és a rendőrség épületét. A nagyjából 60 járművel megérkező felkelők elfoglalták a helyi börtönt is, ahol kiengedték az elítélteket. Helybéliek úgy nyilatkoztak a média képviselőinek, miszerint az ISIL elöljáróként küldött hozzájuk több törzsi vezetőt is, és megpróbálták meggyőzni az olajlétesítmény 250 fős biztonsági szolgálatát, hogy hagyják el a területet. Katonákat és rendőröket is távozásra szólítottak fel. Az Al Jazeera szerint a milicisták később visszavonultak Baiji területéről, mert megérkezett az Iraki Hadsereg 4. Osztagának a helyszínre küldött erősítése.
Aznap az ISIL harcosai elfoglalták Moszulban a török konzulátust is, a 49 konzuli alkalmazottat – köztük a főkonzult, a három gyermekét és a Speciális Erők több tagját – elrabolták. Jelentések szerint a fogságba esetteket egy közeli katonai bázisra vitték, ahol nem esett semmi bántódásuk. Egy magát megnevezni nem kívánó török tisztviselő megerősítette, hogy a kormány felvette a kapcsolatat az ISIL-lel. Recep Tayyip Erdoğan miniszterelnök rendkívüli ülést tartott a Nemzeti Hírszerzési Ügynökség vezetőivel és Beşir Atalay miniszterelnök-helyettessel, hogy átbeszéljék a kialakult helyzetet. A támadásra egy nappal azután került sor, hogy 28 török teherautó-sofőrt elraboltak, miután üzemanyagot szállítottak egy moszuli erőműhöz.
Június 11-én este a felkelők teljesen elfoglalták Tikritet, Szaddám Husszein volt elnök szülővárosát. Két napon belül ez volt a második kormányzósági központ, amit elfoglaltak. A helyi tisztviselők arról számoltak be, hogy a város körül ellenőrző pontokat állítottak fel, és a város börtöneiből legalább 300 rab szabadult ki. Közülük többen terrorizmus miatt lettek elítélve.
Moszul elestére és ennek következményeire válaszul az iraki kormány azt mondta, felfegyverezné a lakókat, és a parlamentnek szükségállapotot kellene hirdetnie. A kormány olyan tervekről is beszélt, melyek szerint átalakítanák a hadsereget, hogy összhangban tudjon működni a törzsek tagjaival és az USA hadseregével is.

## Reakciók
Amerikai Egyesült Államok Az USA Külügyminisztériuma azt mondta, „mélységesen csalódott”, és úgy érezték, a helyzet „szélsőségesen komoly”. Jen Psaki szóvivő ezt mondta: "Az ilyen mértékű fenyegetések mutatják meg, miért kell megkövetelnie Iraknak minden közösségtől azt, hogy összefogjanak a közös ellenség ellen, és hogy elzárják ezeket a katonai alakulatokat a szélesebb közvéleménnyel való kommunikációtól.”
 Irak A parlament egyik szóvivője, Usama al-Nujayfi, aki Moszulból szólalt fel, azt mondta: „ami történt, az minden mérce szerint katasztrófa.” Szintén kritizálta a hadsereg „hanyagságát”, mivel azok kivonultak a városból. Nuri Kamal al-Maliki miniszterelnök szintén „segítséget” kért a „baráti kormányoktól.”
Egy moszuli üzletember azt tette hozzá, hogy „a város úgy zuhant, mint egy motor nélküli repülőgép”, mivel „a levegőbe lövöldöztek a fegyvereikkel, miközben senki sem lőtt rájuk.” Az egyik tisztviselő azt mondta a Reuters-nek, hogy „[az ISIL milicistái] megjelennek, lesújtanak, eltűnnek, mindezt egy másodperc alatt”.